# Roderich Schmidt
Pour les articles homonymes, voir Schmidt.
Roderich Schmidt (né le 7 février 1925 à Demmin et mort le 12 septembre 2011 à Marbourg) est un historien allemand . De 1972 à 1990, il est directeur de l'Institut Herder, membre du conseil d'administration du Conseil de recherche Johann-Gottfried-Herder (de) à Marbourg et de 1967 à 2001 président de la Commission historique de Poméranie.

## Biographie
Roderich Schmidt est né à Demmin en 1925, où il passe son enfance et sa jeunesse. Il est expulsé de la jeunesse hitlérienne après avoir refusé de participer à un camp d'entraînement militaire. Pendant la Seconde Guerre mondiale, il est soldat dans le bataillon Landesschützen 251 à Greifswald. À ce titre, il étudie l'histoire, l'allemand, la théologie et la philosophie à l' université de Greifswald dans les années 1940. Après une courte période d'emprisonnement, il reprend ses études en 1946 et les termine en 1951 par l'examen d'État et un doctorat avec une thèse sur le thème des études sur Eike von Repkow et le Sachsenspiegel par Adolf Hofmeister.
Schmidt travaille pendant une courte période comme assistant à l'Institut de préhistoire et d'histoire ancienne de l'Université de Greifswald, que Hofmeister dirige temporairement, jusqu'à ce qu'il quitte l'Université de Greifswald le 1er décembre 1951 comme assistant à l'Institut historique. En 1946, Roderich Schmidt rencontre Ruth Schmidt-Wiegand, qui deviendra plus tard germaniste et avec qui il était marié depuis août 1952. Le couple a une fille.
Schmidt s'oppose aux efforts du SED pour influencer l'université. Pendant son séjour à Greifswald, il fait partie de la communauté étudiante protestante et au cercle du théologien Rudolf Hermann (de). En 1957, Schmidt est nommé au synode d'État. En 1958, lui et sa femme sont accusés de "trahison contre l'État ouvrier et paysan". Comme tous deux refusent de continuer à enseigner et à publier sur la base du marxisme-léninisme, ils sont licenciés. Tous deux quittent la RDA peu avant Pâques 1958 et trouvent de nouveaux emplois à l'Université de Bonn.
À Bonn, Helmut Beumann (de) s'occupe de Schmidt ; lorsqu'il s'installe à l'Université de Marbourg en 1964, Schmidt le suit. En 1969, il y obtient son habilitation. Dès lors, Marbourg devient son lieu de vie et de travail. En 1972, il devient professeur honoraire. De 1972 à 1990, il est directeur de l'Institut Herder et membre du conseil d'administration du Conseil de recherche Johann-Gottfried-Herder (de) à Marbourg. Après la réunification (1989/90), Schmidt soutient la réorganisation et la restructuration de l'Université de Greifswald.
Le domaine de travail de Roderich Schmidt est l'histoire du Moyen Âge, à la fois à Greifswald et à Marbourg. Entre autres choses, il écrit des documents de recherche sur les dirigeants médiévaux jusqu'aux empereurs du Saint Empire romain germanique. Un autre sujet est l'histoire des universités de Greifswald, Rostock, Prague, Erfurt et Marbourg.
La recherche sur l'histoire de la Poméranie est toujours une partie importante de son travail. Vers 1960, il rejoint la Société d'histoire, d'antiquité et d'art de Poméranie et en est le vice-président de 1975 à 2005. En 1999, il est nommé membre honoraire de la Société. De 1967 à 2001, Roderich Schmidt est président de la Commission historique de Poméranie, puis reste membre du conseil jusqu'en janvier 2009. En octobre 2009, il en est élu président d'honneur. En plus de publier ses propres recherches sur l'histoire de la Poméranie, il travaille également comme éditeur, de 1974 à 2000, il esté co-éditeur de la Zeitschrift für Ostmitteleuropa-Forschung.
En 1979, Roderich Schmidt reçoit la Croix fédérale du mérite de 1re classe. L'Association patriotique de Poméranie (de) l'honore en 1979 avec la médaille Ernst-Moritz-Arndt et en 1982 avec le Prix de la culture de Poméranie pour la science. La Faculté de théologie de l'Université de Greifswald lui décerne un doctorat honorifique en 1990.
Roderich Schmidt décède le 12 septembre 2011 à l'âge de 86 ans des suites d'une crise cardiaque.

## Travaux (sélection)
- Pommern und seine Kirche im Wandel der Geschichte. Verlag Rautenberg, Leer 1977,  (ISBN 3-7921-0180-7).
- Weltordnung-Herrschaftsordnung im europäischen Mittelalter. Darstellung und Deutung durch Rechtsakt, Wort und Bild. Verlag Keip, Goldbach 2005,  (ISBN 3-8051-1032-4).
- Das historische Pommern. Personen – Orte – Ereignisse. Böhlau Verlag, Köln u. a. 2007,  (ISBN 978-3-412-27805-2).